# Amerikaanse hockeyploeg (vrouwen)
De Amerikaanse hockeyploeg voor vrouwen is de nationale ploeg die de Verenigde Staten vertegenwoordigt tijdens interlands in het hockey. De beste prestatie op een wereldkampioenschap was brons in 1979 en 1994.
De Verenigde Staten debuteerden op de Olympische Spelen in 1984 in eigen land waarbij het brons haalde. Vier jaar later was het opnieuw van de partij en vervolgens alleen in 1996, opnieuw in eigen land. Op de Champions Trophy speelden de Amerikanen alleen in 1995 (brons) en 1997 (6e).

## Erelijst
| Jaar | Champions Trophy      | Amerikaans kampioenschap | Olympische Spelen         | Wereldkampioenschap         | Hockey World League Hockey Pro League |
| ---- | --------------------- | ------------------------ | ------------------------- | --------------------------- | ------------------------------------- |
| 1971 |                       |                          |                           | 8e IFWHA WK 1971 Auckland   |                                       |
| 1972 |                       |                          |                           | geen deelname               |                                       |
| 1974 |                       |                          |                           | geen deelname               |                                       |
| 1975 |                       |                          |                           | 10e IFWHA WK 1975 Edinburgh |                                       |
| 1976 |                       |                          |                           | geen deelname               |                                       |
| 1978 |                       |                          |                           | geen deelname               |                                       |
| 1979 |                       |                          |                           | IFWHA WK 1979 Vancouver     |                                       |
| 1980 |                       |                          | boycot OS 1980 Moskou     |                             |                                       |
| 1981 |                       |                          |                           | geen deelname               |                                       |
| 1983 |                       |                          |                           | 6e WK 1983 Kuala Lumpur     |                                       |
| 1984 |                       |                          | OS 1984 Los Angeles       |                             |                                       |
| 1985 |                       |                          |                           |                             |                                       |
| 1986 |                       |                          |                           | 9e WK 1986 Amstelveen       |                                       |
| 1987 | geen deelname         |                          |                           |                             |                                       |
| 1988 |                       |                          | 8e OS 1988 Seoel          |                             |                                       |
| 1989 | geen deelname         |                          |                           |                             |                                       |
| 1990 |                       |                          |                           | 12e WK 1990 Sydney          |                                       |
| 1991 | geen deelname         |                          |                           |                             |                                       |
| 1992 |                       |                          | geen deelname             |                             |                                       |
| 1993 | geen deelname         |                          |                           |                             |                                       |
| 1994 |                       |                          |                           | WK 1994 Dublin              |                                       |
| 1995 | CT 1995 Mar del Plata |                          |                           |                             |                                       |
| 1996 |                       |                          | 5e OS 1996 Atlanta        |                             |                                       |
| 1997 | 6e CT 1997 Berlijn    |                          |                           |                             |                                       |
| 1998 |                       |                          |                           | 8e WK 1998 Utrecht          |                                       |
| 1999 | geen deelname         |                          |                           |                             |                                       |
| 2000 | geen deelname         |                          | geen deelname             |                             |                                       |
| 2001 | geen deelname         | PA 2001 Kingston         |                           |                             |                                       |
| 2002 | geen deelname         |                          |                           | 9e WK 2002 Perth            |                                       |
| 2003 | geen deelname         |                          |                           |                             |                                       |
| 2004 | geen deelname         | PA 2004 Bridgetown       | geen deelname             |                             |                                       |
| 2005 | geen deelname         |                          |                           |                             |                                       |
| 2006 | geen deelname         |                          |                           | 6e WK 2006 Madrid           |                                       |
| 2007 | geen deelname         |                          |                           |                             |                                       |
| 2008 | geen deelname         |                          | 8e OS 2008 Peking         |                             |                                       |
| 2009 | geen deelname         | PA 2009 Hamilton         |                           |                             |                                       |
| 2010 | geen deelname         |                          |                           | geen deelname               |                                       |
| 2011 | geen deelname         |                          |                           |                             |                                       |
| 2012 | geen deelname         |                          | 12e OS 2012 Londen        |                             |                                       |
| 2013 |                       | PA 2013 Mendoza          |                           |                             | 10e HWL 2012-13                       |
| 2014 | geen deelname         |                          |                           | 4e WK 2014 Den Haag         |                                       |
| 2015 |                       |                          |                           |                             | 9e HWL 2014-15                        |
| 2016 | CT 2016 Londen        |                          | 5e OS 2016 Rio de Janeiro |                             |                                       |
| 2017 |                       | PA 2017 Lancaster        |                           |                             | 7e HWL 2016-17                        |
| 2018 | geen deelname         |                          |                           | 14e WK 2018 Londen          |                                       |
| 2019 |                       |                          |                           |                             | 9e HPL 2019                           |
| 2021 |                       |                          | geen deelname             |                             | 9e HPL 2020                           |
| 2022 |                       | 4e PA 2022 Santiago      |                           | geen deelname               | 9e HPL 2022                           |
| 2023 |                       |                          |                           |                             | 9e HPL 2023                           |
| 2024 |                       |                          | 9e OS 2024 Parijs         |                             | 9e HPL 2024                           |
| 2025 |                       |                          |                           |                             | geen deelname                         |

In 1980 trok het team zich terug van de Olympische Spelen vanwege de internationale boycot.